# Западный Бахр-эль-Газаль (Южный Судан)
За́падный Бахр-эль-Газа́ль (англ. Western Bahr el Ghazal) — одна из 12 провинций Южного Судана. 2 октября 2015 года штат был разделён на штаты Вау (штат) и Лол (штат). Был восстановлен мирным соглашением, подписанным 22 февраля 2020 года.
- Территория 93 900 км².
- Население 333 431 человек (на 2008 год).

Административный центр — город Вау.

## География
Провинция граничила на юго-западе с Центральноафриканской Республикой.
На северо-западе провинции находилась спорная с Суданом территория Кафия-Кинги.

## Административное деление

- Вау (округ)[англ.]
- Рага (округ)[англ.]
- Округ реки Джур[англ.]